# Herrenhaus Großenhof

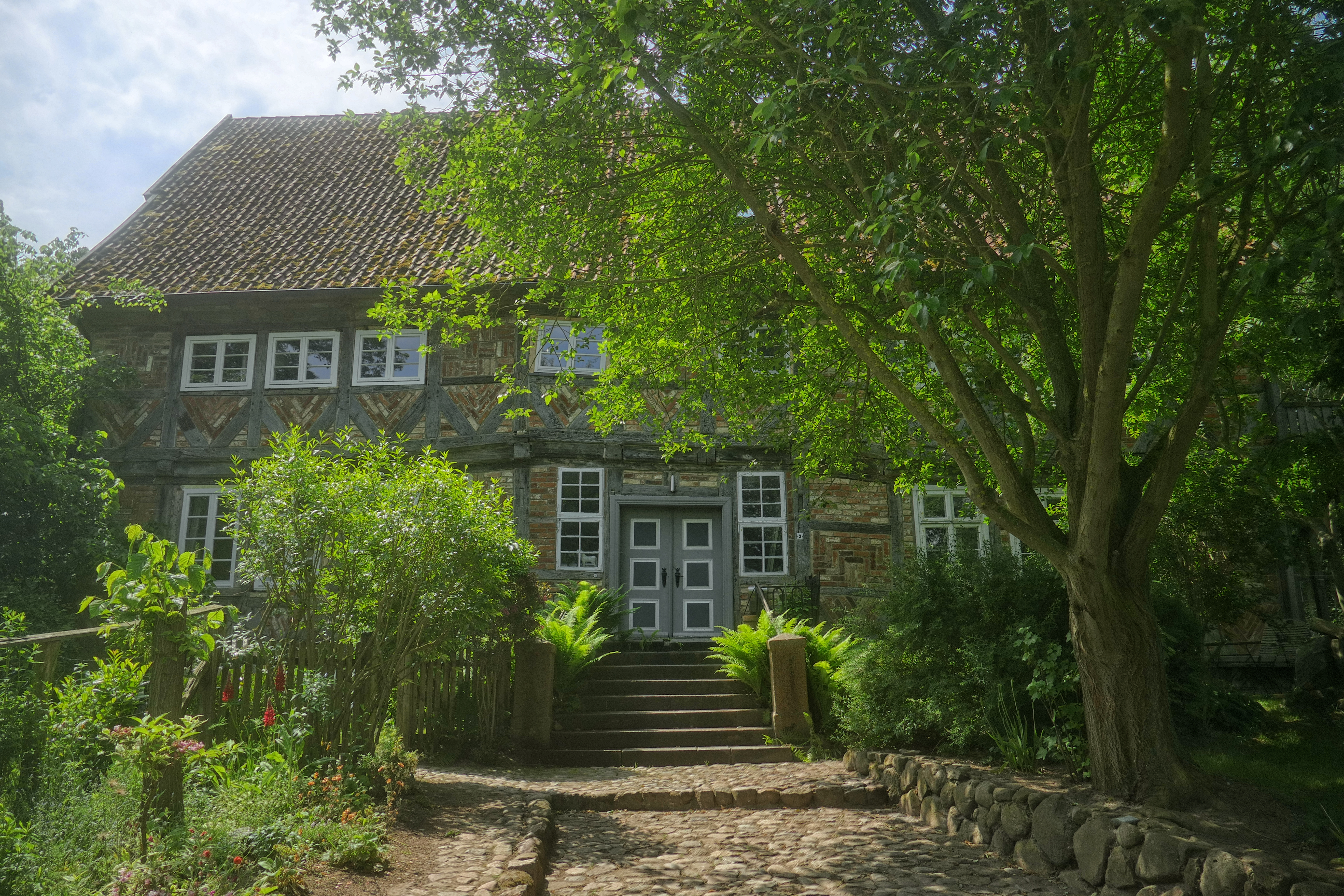
Herrenhaus Großenhof

Das Herrenhaus Großenhof ist ein um das Jahr 1660 auf den Überresten einer vormaligen Wasserburg errichtetes Fachwerkgutshaus im Ortsteil Großenhof der Gemeinde Warnow im Landkreis Nordwestmecklenburg (Mecklenburg-Vorpommern).

## Geschichte

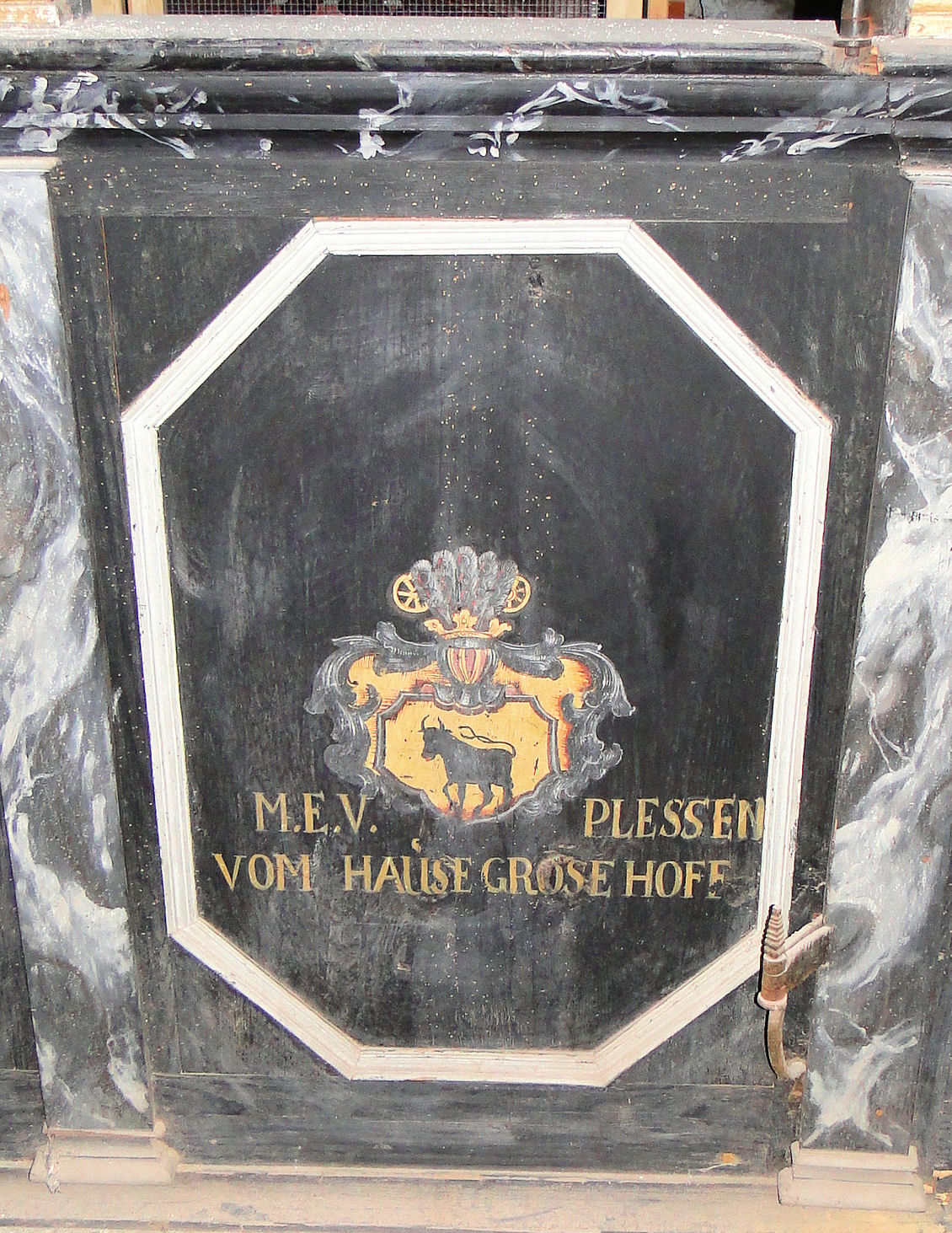
Plesse(n)wappen des Hauses Grose Hoff (Großenhof) an der Nonnenempore der Dobbertiner Klosterkirche

Im 14. Jahrhundert ließ der Ritter Johannes Storm die Wasserburg Großenhof errichten. Im Jahr 1445 erwarb Helmold von Plesse zu Arpshagen Großenhof von Heinrich Kulebuß. Im Jahr 1455 übernahm sein Bruder, der Ritter Bernd von Plesse die Burg. Nächste Eigentümer aus dem Geschlecht der Plesse(n) wurden Kord, Wipert, Reimar, Stellanus, Christoph und Kuno. Bis 1618 gehört die Burg Großenhof dem Mecklenburger Geheimrat, Kanzleidirektor und bischöflichem Statthalter zu Bützow, Volrad von Plesse; es folgten sein Bruder Henneke sowie dessen Sohn Kuno. Auf den Überresten der ehemaligen Burganlage erfolgte im Jahr 1660 während der Grundherrschaft Kunos von Plesse der Bau des bis heute erhaltenen Fachwerkgutshauses, das im Laufe der Zeit mehrfach umgebaut wurde. Kunos Sohn Kord Joachim war bis 1724 Gutsherr auf Großenhof.
Das Gut Großenhof gehörte neben Damshagen zu den Stammsitzen der im Klützer Winkel vormals weitverzweigten Familie von Plesse(n) (in Mecklenburg wurde die Namensform Plesse im 17. und 18. Jahrhundert durch Plessen ersetzt).
Im Jahr 1896 wurden Christian Carl Friedrich und Andreas Friedrich Carl Schröder Eigentümer des Gutshauses. Nach Kriegsende im Jahr 1945 diente das historische Fachwerkhaus zunächst einigen Familien, die als Vertriebene in der Gemeinde Warnow angekommen waren, als Unterkünfte. Es wurden dafür mehrere Wohnungen hergerichtet. Später, Mitte der 1970er Jahre, wurden diese Familien umgesiedelt und staatlicherseits der Jugendherbergsbetrieb eingerichtet. In den 2000er Jahren gelangte das Gebäude in Privatbesitz. Das Fachwerkhaus wurde unter seinem heutigen Eigentümer unter ausschließlicher Verwendung der alten Steine stilecht saniert und präsentiert sich heute als Ensemble, mit partiell erhaltenem mittelalterlichen Burggraben nebst Burgwall sowie einem Anbau in Backsteinausführung (am Ostgiebel).